# Betty Lawford
Betty Lawford (Londres, 1 de febrero de 1912 - Nueva York, 20 de noviembre de 1960) fue una actriz británica que desarrolló su carrera en Estados Unidos. Nació en el seno de una familia de actores. Su padre era Ernest Lawford,  actor de cine mudo, y era prima del también actor Peter Lawford. Betty estuvo casada durante un breve matrimonio con el director y productor Monta Bell. Entre sus películas, destacan Secrets of a Secretary (1931), dirigida por George Abbott; Berkeley Square (La plaza de Berkeley, 1933), dirigida por Frank Lloyd; Love Before Breakfast (1936), dirigida por Walter Lang y Stolen Holiday (1937), dirigida por Michael Curtiz.